# Anna Leopol'dovna Romanova
Anna Leopol'dovna di Russia (in russo А́нна Леопо́льдовна Романова?; Rostock, 18 dicembre 1718 – Cholmogory, 18 marzo 1746) anche nota come Anna Karlovna (А́нна Ка́рловна), reggente di Russia per alcuni mesi (1740–1741) durante la minorità di suo figlio Ivan. Era la figlia della Zarevna Caterina Ivanovna di Russia (sorella dell'Imperatrice Anna) e di Carlo Leopoldo, il Duca di Meclemburgo-Schwerin e nacque come Elisabetta Caterina Cristina di Meclemburgo-Schwerin.

## Sfondo
Nel 1722, Anna arrivò in Russia con sua madre, che era fuggita e separata da suo padre: sua madre era considerata una candidata al trono nel 1730, ma fu invece scelta sua zia. Nel 1733, Anna si convertì alla religione ortodossa e prese il nome di Anna Leopol'dovna, che la rese accettabile come erede al trono. Nel 1739 sposò Antonio Ulrico (1714–1776), figlio di Ferdinando Alberto, Duca di Brunswick-Wolfenbüttel: egli fu ricevuto in Russia già nel 1733, in modo che ella potesse arrivare a conoscerlo.
Il 5 ottobre 1740 la zarina Anna adottò il loro neonato figlio Ivan e lo proclamò erede al trono di Russia. Pochi giorni dopo questa proclamazione l'imperatrice morì (28 ottobre 1740), lasciando indicazioni per quanto riguarda la successione, e nominando il suo favorito Ernest Biron, Duca di Curlandia, come reggente.

## Reggenza
Biron, tuttavia, si era reso oggetto di avversione dalla popolazione russa, e dopo che Biron aveva minacciato di esiliare Anna e il suo consorte in Germania, Anna Leopol'dovna ebbe poche difficoltà a rovesciarlo (8 novembre 1740). Assunse poi la reggenza con il titolo di Gran Principessa di Russia, ma sapeva poco del carattere delle persone con cui aveva a che fare, sapeva ancora meno delle convenzioni e della politica del governo russo, e rapidamente litigò con i suoi principali sostenitori.
Secondo il Dizionario di Storia Russa, ordinò un'indagine dell'industria dell'abbigliamento quando nuove divise ricevute dai militari si rivelarono essere di qualità inferiore. Quando l'inchiesta rivelò le condizioni disumane ella emanò decreti fissando un salario minimo e massimo di ore di lavoro in questo settore, nonché la creazione di strutture sanitarie in ogni fabbrica di abbigliamento.
Presiedé anche a una brillante vittoria da parte delle forze russe nella battaglia di Villmanstrand in Finlandia dopo che l'Impero svedese aveva dichiarato guerra contro il suo governo. Ebbe una favorita influente, Julia Mengden.
Nel dicembre 1741, la figlia di Pietro il Grande, che per i suoi atteggiamenti godeva del favore delle truppe incitò la guardia imperiale alla rivolta, sconfisse una debole resistenza e salì al trono come Elisabetta. Questo colpo di Stato fu sostenuto dagli ambasciatori di Francia e Svezia, eventualmente con incentivi finanziari dei membri dei reggimenti della Guardia che volevano cambiare le politiche filo-britannica e filo-austriaca del governo di Anna Leopol'dovna.

## Dopo la deposizione
Il vittorioso regime prima imprigionò la famiglia nella fortezza di Dünamünde vicino a Riga e in seguito li esiliò a Cholmogory sul fiume Dvina settentrionale. Anna infine morì di polmonite il 18 marzo 1746. Suo figlio Ivan VI fu assassinato a Šlissel'burg il 16 luglio 1764, mentre suo marito Antonio Ulrico morì a Cholmogory il 4 maggio 1774. I suoi restanti quattro figli (Caterina, Elisabetta, Pietro e Alessio) furono rilasciati dal carcere il 30 giugno 1780 e affidati alla custodia della zia, la regina vedova di Danimarca, Giuliana Maria di Brunswick-Lüneburg. Si stabilirono nello Jutland, dove vissero in tutta comodità in detenzione domiciliare a Horsens per il resto della loro vita sotto la tutela di Giuliana e a spese di Caterina la Grande. Avendo vissuto come prigionieri, non ebbero una vita sociale, limitandosi a tenere una piccola "corte" di 40-50 persone, tutti danesi, tranne il sacerdote.

## Discendenza

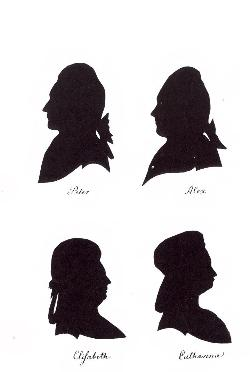
Sagome dei suoi quattro figli più piccoli a Horsens

Anna Leopoldova e Antonio Ulrico ebbero cinque figli:
- Ivan VI di Russia (1740–1764);
- Caterina Antónova di Brunswick (1741–1807);
- Elisabetta Antónova di Brunswick (1743–1782);
- Pietro Antonovič di Brunswick (1745–1798);
- Alessio Antonovič di Brunswick (1746–1787).

## Ascendenza
|                                            |                                   |                                              | Genitori                                     |  |  | Nonni |  |  | Bisnonni                                 |  |  | Trisnonni                                |  |
|                                            |                                   |                                              |                                              |  |  |       |  |  | Adolf Friedrich I, principe di Ratzeburg |  |  | Johann VII, duca di Meclemburgo-Schwerin |  |
|                                            |                                   |                                              |                                              |  |  |       |  |  | Adolf Friedrich I, principe di Ratzeburg |  |  | Johann VII, duca di Meclemburgo-Schwerin |  |
|                                            |                                   | Sophia von Schleswig-Holstein-Gottorf        |                                              |  |  |       |  |  | Adolf Friedrich I, principe di Ratzeburg |  |  |                                          |  |
| Friedrich, principe di Grabow              |                                   |                                              |                                              |  |  |       |  |  | Adolf Friedrich I, principe di Ratzeburg |  |  |                                          |  |
|                                            |                                   | Marie Katharina von Braunschweig-Dannenberg  | Julius Ernst, duca di Brunswick-Dannenberg   |  |  |       |  |  |                                          |  |  |                                          |  |
|                                            |                                   | Marie Katharina von Braunschweig-Dannenberg  | Julius Ernst, duca di Brunswick-Dannenberg   |  |  |       |  |  |                                          |  |  |                                          |  |
|                                            |                                   | Marie Katharina von Braunschweig-Dannenberg  | Maria von Ostfriesland                       |  |  |       |  |  |                                          |  |  |                                          |  |
| Karl Leopold, duca di Meclemburgo-Schwerin |                                   | Marie Katharina von Braunschweig-Dannenberg  |                                              |  |  |       |  |  |                                          |  |  |                                          |  |
|                                            |                                   | Wilhelm Christoph, langravio d'Assia-Homburg | Friedrich I, langravio d'Assia-Homburg       |  |  |       |  |  |                                          |  |  |                                          |  |
|                                            |                                   | Wilhelm Christoph, langravio d'Assia-Homburg | Friedrich I, langravio d'Assia-Homburg       |  |  |       |  |  |                                          |  |  |                                          |  |
|                                            |                                   | Wilhelm Christoph, langravio d'Assia-Homburg | Margarete Elisabeth von Leiningen-Westerburg |  |  |       |  |  |                                          |  |  |                                          |  |
| Christine Wilhelmine von Hessen-Homburg    |                                   | Wilhelm Christoph, langravio d'Assia-Homburg |                                              |  |  |       |  |  |                                          |  |  |                                          |  |
|                                            |                                   | Sophie Eleonore von Hessen-Darmstadt         | Georg II, langravio d'Assia-Darmstadt        |  |  |       |  |  |                                          |  |  |                                          |  |
|                                            |                                   | Sophie Eleonore von Hessen-Darmstadt         | Georg II, langravio d'Assia-Darmstadt        |  |  |       |  |  |                                          |  |  |                                          |  |
|                                            |                                   | Sophie Eleonore von Hessen-Darmstadt         | Sophie Eleonore von Sachsen                  |  |  |       |  |  |                                          |  |  |                                          |  |
| Anna Leopol'dovna Romanova                 |                                   | Sophie Eleonore von Hessen-Darmstadt         |                                              |  |  |       |  |  |                                          |  |  |                                          |  |
|                                            | Aleksej I, zar di Tutte le Russie | Michail I, zar di Tutte le Russie            |                                              |  |  |       |  |  |                                          |  |  |                                          |  |
|                                            | Aleksej I, zar di Tutte le Russie | Michail I, zar di Tutte le Russie            |                                              |  |  |       |  |  |                                          |  |  |                                          |  |
|                                            | Aleksej I, zar di Tutte le Russie | Evdokija Luk'janovna Strešnëva               |                                              |  |  |       |  |  |                                          |  |  |                                          |  |
| Ivan V, zar di Tutte le Russie             | Aleksej I, zar di Tutte le Russie |                                              |                                              |  |  |       |  |  |                                          |  |  |                                          |  |
|                                            |                                   | Marija Il'inična Miloslavskaja               | Il'ja Danilovič Miloslavskij                 |  |  |       |  |  |                                          |  |  |                                          |  |
|                                            |                                   | Marija Il'inična Miloslavskaja               | Il'ja Danilovič Miloslavskij                 |  |  |       |  |  |                                          |  |  |                                          |  |
|                                            |                                   | Marija Il'inična Miloslavskaja               | Ekaterina Fëdorovna Narbekova                |  |  |       |  |  |                                          |  |  |                                          |  |
| Caterina Ivanovna Romanova                 |                                   | Marija Il'inična Miloslavskaja               |                                              |  |  |       |  |  |                                          |  |  |                                          |  |
|                                            |                                   | Fëdor Petrovič Saltykov                      | Pëtr Michajlovič Saltykov                    |  |  |       |  |  |                                          |  |  |                                          |  |
|                                            |                                   | Fëdor Petrovič Saltykov                      | Pëtr Michajlovič Saltykov                    |  |  |       |  |  |                                          |  |  |                                          |  |
|                                            |                                   | Fëdor Petrovič Saltykov                      | …                                            |  |  |       |  |  |                                          |  |  |                                          |  |
| Praskov'ja Fëdorovna Saltykova             |                                   | Fëdor Petrovič Saltykov                      |                                              |  |  |       |  |  |                                          |  |  |                                          |  |
|                                            |                                   | Anna Michajlovna Tatiščeva                   | …                                            |  |  |       |  |  |                                          |  |  |                                          |  |
|                                            |                                   | Anna Michajlovna Tatiščeva                   | …                                            |  |  |       |  |  |                                          |  |  |                                          |  |
|                                            |                                   | Anna Michajlovna Tatiščeva                   | …                                            |  |  |       |  |  |                                          |  |  |                                          |  |
|                                            |                                   | Anna Michajlovna Tatiščeva                   |                                              |  |  |       |  |  |                                          |  |  |                                          |  |

## Titoli e trattamento
- 18 dicembre 1718 – 3 luglio 1739: Sua Altezza Serenissima Duchessa Elisabetta di Meclemburgo-Schwerin
- 3 luglio 1739 – 8 novembre 1740: Sua Altezza Serenissima Duchessa Elisabetta di Brunswick-Wolfenbüttel
- 8 novembre 1740 – 6 dicembre 1741: Sua Altezza Imperiale Gran Principessa Anna Leopol'dovna, Reggente di Russia
- 6 dicembre 1741 – 18 marzo 1746: Sua Altezza Imperiale Gran Principessa Anna Leopol'dovna di Russia

## Fonti
- (EN) Hugh Chisholm (a cura di), Anna Leopoldovna, in Enciclopedia Britannica, XI, Cambridge University Press, 1911.